# 重松清
重松清（日语：しげまつ きよし），1963年3月6日—）是日本小說家，曾以《維他命F》獲得2000年直木獎。

## 生涯
重松清出生在岡山縣津山市。中学、高中時代，他在山口縣度過。1981年於山口縣立山口高等学校畢業，18歳時前往京都。於早稻田大学教育学部国語国文学科畢業。恩師是東郷克美。
重松清曾擔任角川書店編集、電視劇・電影與雜誌記者。他的筆名很多，包含岡田幸四郎等，至少有20個以上。岡田有希子自殺前4日出版的攝影集『維納斯誕生』，部分的文章為重松清代筆。
重松清也是山本周五郎賞、講談社非小說賞的選考委員。

## 獎項
- 1999年 - 《刀》獲得坪田讓治文學獎[2]。
- 1999年 - 《青春失格》獲得山本周五郎獎。
- 2001年 - 《維他命F》獲得直木獎。
- 2010年 - 《十字架》獲得吉川英治文學獎。
- 2014年 - 《絕種少年》獲得每日出版文化獎

## 作品
一般小說
- 從瞭望塔上（見張り塔からずっと，台灣東販，鄭涵壬譯）
- 舞姬通信（舞姫通信，台灣東販，鍾嘉惠譯）
- 刀（台灣東販，鄭涵壬譯）
- 退休酷斯拉（定年ゴジラ，日月文化，陳柏勻譯）
- 青春失格（エイジ，春天出版社，王蘊潔譯）
- 稻草人的暑假（カカシの夏休み，台灣東販，黃穎凡譯）
- 維他命F（ビタミンF，麥田，鄭曉蘭譯）
- 世紀末的鄰人（世紀末の隣人，日月文化，蕭照芳譯）
- 流星休旅車（流星ワゴン，日月文化，蕭照芳譯  / 春天出版社，王蘊潔譯）－或譯《流星，時光休旅車》
- 熱球（台灣東販，羊恩媺譯）
- 清子（日月文化，吳美玲譯）
- 時光膠囊（トワイライト，日月文化，吳怡文譯）
- 夢的遊樂園（送り火，皇冠，涂愫芸譯）
- 畢業（日月文化，鄭涵壬譯）
- 親愛的比奈猿（いとしのヒナゴン，台灣東販，季暄譯）
- 在那天來臨前（その日のまえに，台灣東販，鄭涵壬譯）
- 你的朋友（きみの友だち，台灣東販，蕭照芳譯）
- 小學五年級生（小学五年生，台灣東販，鍾嘉惠譯）
- 吹口哨的孩子王（くちぶえ番長，日月文化，原木櫻譯 / 小天下出版，賴庭筠譯）
- 青鳥（日月文化，陳柏勻譯  / 新雨出版，蘇暐婷譯）
- 千年之夢：永遠的旅行者（永遠を旅する者，柿子文化，陸蕙貽譯）
- 毛毯貓租借中（ブランケット.キャッツ，春天出版社，林孟潔譯）
- 鳶（春天出版社，王蘊潔譯）
- 十字架（十字架，柿子文化，陸蕙貽譯）
- 紅帽1975（赤ヘル1975，春天出版社，高詹燦譯）
- 青鳉啊，游向太平洋吧（めだか、太平洋を往け，千寻Neverend（出品）晨光出版社（出版），董纾含译）
- 遙遠的布萊梅（はるか、ブレーメン，悅知文化，王華懋譯）

兒童小說
- 班上來了一隻貓（さすらい猫 ノアの伝説，杉田比呂美繪，小天下，周姚萍譯）

其他作品
- 快跑，烏拉拉（走って、負けて、愛されて。ハルウララ物語，長江文藝出版社，李征譯）
- 大家的煩惱（みんなのなやみ，臉譜，邱麗娟譯）
- 清子（新雨出版社，童唯綺、鄒評譯）

## 外部連結
- 重松清「読む情熱大陸」 （页面存档备份，存于） - 「情熱大陸」番組感想コラム（2003年4月から約月1ペースで連載中）
- 「可哀相なひと」と「困ってるひと」はイコールではない - 【SYNODOS JOURNAL】重松清×大野更紗 対談
- #082 ダラダラ生きるのも捨てたもんじゃない （页面存档备份，存于） - マンモTVインタビュー
- ほぼ日刊イトイ新聞 父親になるということ。重松清さんと、ややこしくたのしい話をした。 （页面存档备份，存于）
- ほぼ日刊イトイ新聞 重松清×糸井重里 チームプレイ論。『ニッポンの課長』から見る仕事と組織。 （页面存档备份，存于）
- ほぼ日刊イトイ新聞 おじさん３人、ムーミンを語る。 （页面存档备份，存于）
- ほぼ日刊イトイ新聞 トーベ・ヤンソンの人生を、ぼくたちはもう一度生きる。 （页面存档备份，存于）